# Raymond Smullyan
Raymond Merrill Smullyan (Far Rockaway, 25 de maio de 1919 – 6 de fevereiro de 2017) foi um matemático estadunidense, pianista, lógico, filósofo taoísta e mágico.

## Vida
Nascido em Far Rockaway, Nova Iorque, ele mostrou talento musical, ganhando a medalha de ouro em uma competição de piano, quando ele tinha 12 anos. Aos 13 anos se mudou com sua família para Manhattan, para seus cursos especiais de música e outras áreas de interesses de Ray. Embora ele tivesse excelente formação musical, o instituto Theodore Roosevelt, não lhe oferecia suficiente matéria em outra área de que ele gostava, as matemáticas. Enquanto era um estudante de doutorado, Smullyan publicou um artigo no Journal of Symbolic Logic em 1957.

### Charadas Lógicas
- (1978) What Is the Name of This Book?
- (1979) The Chess Mysteries of Sherlock Holmes
- (1981) The Chess Mysteries of the Arabian Knights
- (1982) The Lady or the Tiger? - publicado em português como A Dama ou o Tigre?
- (1982) Alice in Puzzle-Land - publicado em português como Alice no País dos Enigmas
- (1985) To Mock a Mockingbird
- (1987) Forever Undecided
- (1992) Satan, Cantor and Infinity
- (1997) The Riddle of Scheherazade - publicado em português como O Enigma de Sherazade
- (2007) The Magic Garden of George B. And Other Logic Puzzles
- (2009) Logical Labyrinths

### Filosofia/Memórias
- (1977) The Tao is Silent
- (1980) This Book Needs No Title
- (1983) 5000 B.C.
- (2002) Some Interesting Memories: A Paradoxical Life
- (2003) Who Knows?: A Study of Religious Consciousness
- (2009) Rambles Through My Library

### Acadêmicos
- (1961) Theory of Formal Systems
- (1968) First-Order Logic
- (1992) Gödel's Incompleteness Theorems
- (1993) Recursion Theory for Metamathematics
- (1994) Diagonalization and Self-Reference
- (1996) Set Theory and the Continuum Problem